# Sukoreno (Umbulsari)
Sukoreno is een bestuurslaag in het regentschap Jember van de provincie Oost-Java, Indonesië. Sukoreno telt 8551 inwoners (volkstelling 2010).